# Prévisionnel
 (janvier 2019).
Si vous disposez d'ouvrages ou d'articles de référence ou si vous connaissez des sites web de qualité traitant du thème abordé ici, merci de compléter l'article en donnant les références utiles à sa vérifiabilité et en les liant à la section « Notes et références ».
Le prévisionnel financier – communément appelé  budget prévisionnel - est un ensemble de tableaux financiers à caractère comptable ayant pour objectif principal de décrire financièrement un projet de création et/ou de reprise d'entreprise. Il permet de partager ce projet à d'éventuels interlocuteurs tels que des banquiers, etc.

## Présentation générale

### Différence entre prévisionnel et business plan
Le prévisionnel financier est parfois assimilé au business plan. Ce qui n’est pas tout à fait exact car il existe une nette différence entre le prévisionnel financier et le business plan. En fait ce dernier est composé de plusieurs parties. La partie financière correspondant au prévisionnel financier n'est qu'une partie du business plan, il est également composé de textes qui permettent de présenter le porteur de projet, les produits ou services, l'étude de marché, la stratégie commerciale et les choix juridiques.

### Période étudiée
Le prévisionnel est souvent établi pour les trois à cinq années à venir pour l'entreprise concernée. Lorsque l’étude sur 3 années est trop courte, notamment pour les projets nécessitant quelques investissements, il est recommandé de présenter l’étude sur 5 ans ou plus si des phénomènes relatifs à la rentabilité du projet ne surviennent qu’au-delà. En ce sens, la durée optimale de présentation du prévisionnel est tout simplement la durée nécessaire.

## Importance du prévisionnel
Le prévisionnel financier est à la fois important pour le créateur d'entreprise et ses éventuels interlocuteurs.

### Intérêt pour le créateur d'entreprise
La plupart du temps, les créateurs d'entreprises associent le prévisionnel financier à la formulation d'une demande de financement auprès d'une banque ou d'autres acteurs financiers. 

#### Étudier la viabilité du projet
Pourtant, le prévisionnel financier est très utile au porteur de projet lui-même. En effet, réaliser un prévisionnel financier permet d'étudier la faisabilité financière du projet, ce qui est un facteur essentiel à l’étude de viabilité du dit projet.

#### Préciser la dimension du projet
La réalisation du prévisionnel financier permet également aux créateurs d'entreprise de se rendre compte de la dimension effective du projet. Il peut ainsi éclaircir la façon dont il doit faire évoluer les ressources notamment les investissements pour obtenir les résultats qu'il escompte.

#### Identifier les besoins en financement
Par ailleurs, la réalisation d'un prévisionnel financier permet également d'identifier les potentiels besoins de financement. Le prévisionnel financier permet notamment d'éclaircir les besoins de financement du projet :
- Tant dans leur nature : besoins à court terme, moyen terme en termes
- Que dans leur montant proprement dit.

#### Adapter sa recherche de financements
Le quatrième élément qui justifie la réalisation d'un prévisionnel financier pour le créateur d'entreprise est qu'il permet à ce dernier d'adapter sa recherche de financements, notamment en ciblant mieux ses potentiels bailleurs de fonds. En effet, en fonction de la nature, de l'affectation et des montants demandés, les bailleurs de fonds à solliciter ne seront pas les mêmes : banques ou proches ou capitaux-risqueurs, etc.

### Utilité pour les interlocuteurs du créateur
Le prévisionnel financier permet aux éventuels interlocuteurs du créateur d'entreprise de :
- comprendre clairement quelle est la dimension du projet
- identifier les risques financiers liés au projet
- évaluer l'attractivité financière du projet.
- évaluer la viabilité du projet

Ainsi, par exemple, dans le secteur de la franchise, le franchisé fait systématiquement procéder à l'établissement de comptes prévisionnels.

#### Identifier les risques financiers liés au projet
En fonction de la nature de la demande, les interlocuteurs auxquels est remis le prévisionnel doivent être en mesure d'identifier les risques financiers liés au projet. 
Ce rôle du prévisionnel financier est fondamental dans la démarche de recherche de financement mis en œuvre par le créateur d'entreprise car c'est elle qui lui permet d'obtenir des propositions de financement sérieuses, crédibles et adaptées.

#### Évaluer l'attractivité financière du projet
De même que pour l'identification des risques, le prévisionnel financier permet aux éventuels interlocuteurs du créateur d'entreprise d'apprécier le degré d'attractivité financière du projet.
L'idée que se feront les potentiels interlocuteurs du créateur d'entreprise à ce titre est d'une importance déterminante pour l'obtention du soutien demandé. 
Dans tous les cas, le sérieux des calculs et de la présentation sera d'une importance capitale dans la construction de la confiance qui doit régner chez des éventuels interlocuteurs au sujet du porteur de projet.

### Contenu du prévisionnel financier
Les tableaux qui figurent habituellement dans un prévisionnel financier sont les suivants :
- Investissements : Liste des biens durables nécessaires au cycle d'exploitation de l'entreprise. Il s'agit par exemple des véhicules, machines, outils, etc.
- Chiffre d'affaires : Chiffre d'affaires envisagé sur la période étudiée.
- Frais généraux : Ensemble des frais générés par le cycle d'exploitation de votre activité.
- Personnel : Ensemble des paramètres liés à la consommation des ressources humaines par le projet envisagé.
- Financement : Montants et modes de financement suggérés/envisagés des investissements jugés nécessaires, qui sont donc plus ou moins importants en fonction des ambitions du créateur.
- Besoin en fonds de roulement : Besoin financier servant à combler le décalage de trésorerie qui se crée habituellement du fait de l'écart entre les dépenses et les recettes au sein des organisations.
- Bilan d'ouverture : encore appelé bilan de départ, présentation synthétique de l'ensemble des besoins et des sources de financement nécessaire pour le lancement du projet.
- Plan de trésorerie : Évolution de la trésorerie sur les mois à venir, généralement présentée au mois le mois. En raison des nombreuses distorsions liées au report du paiement des charges ou de recettes pour des créations d’entreprise ex nihilo, un plan de trésorerie sur 24 mois donne une meilleure visibilité sur la question.
- Comptes de résultat : Différence entre les produits et les charges que l'entreprise supportera dans les années à venir, année après année. Il permet de constater si l'entreprise gagne ou perd structurellement de l'argent et dans quelles proportions.
- Bilans prévisionnels : « Photographie » de l'entreprise à la fin de chacune des années étudiées et intégrant les bénéfices et/ou les pertes obtenues sur l’année.

### Outils de prévisionnel financier
Un prévisionnel financier peut être construit via de nombreux outils, gratuits ou payants. Les  tableurs sont régulièrement utilisés par les entrepreneurs pour construire leurs propres modèles adaptés à leurs projets, tandis qu'il existe également des outils génériques et logiciels spécialisés.